# Iliman Ndiaye
Iliman Cheikh Baroy Ndiaye (Rouen, 6 de Março de 2000) é um futebolista francês de origem senegalesa que atua como atacante. Atualmente é jogador do Everton e da Seleção Senegalesa de Futebol.

## Carreira
Ndiaye começou a jogar futebol com os clubes franceses Rouen Sapins, Rouen e Olympique de Marseille antes de se mudar para o Senegal com o Dakar Sacré-Cœur. Seu pai se mudou para a Inglaterra e Ndiaye se juntou a ele, onde se juntou a base do Boreham Wood, também jogando partidas da Sunday League com o Rising Ballers para se manter em forma, além de representar sua escola Westminster Academy. Em novembro de 2017, Ndiaye assinou seu primeiro contrato com o Boreham Wood.

### Sheffield United
Em 31 de agosto de 2019, Ndiaye assinou com o Sheffield United. Ele se juntou ao Hyde United por empréstimo para a segunda metade da temporada 2019-20. Ele fez sua estreia profissional com o Sheffield United como um substituto tardio em uma derrota por 5-0 na Premier League para o Leicester City em 14 de março de 2021. Em sua estreia completa no Sheffield United, ele marcou duas vezes contra o Peterborough United em 11 de setembro em uma vitória por 6-2. Em 3 de março de 2023 na FA Cup, ele marcou aos 79 minutos contra o Tottenham Hotspur para garantir uma vitória por 1-0 e garantir a vaga do Sheffield United nas quartas de final.

### Olympique de Marselha
Em 1 de agosto de 2023, Ndiaye assinou com o clube da Ligue 1, o Marselha, um de seus antigos clubes da base. A taxa de transferência foi de £20 milhões. Ele fez sua estreia em 12 de agosto em uma vitória por 2-1 contra o Reims.

### Everton
Em 3 de julho de 2024, o clube da Premier League Everton anunciou a contratação de Ndiaye em um contrato de cinco anos por uma taxa não revelada. Seu gol de estreia pelo clube foi contra o Doncaster Rovers na segunda rodada da Copa da Liga Inglesa aos 74 minutos.

## Carreira internacional
Ndiaye nasceu na França, filho de pai senegalês e mãe francesa. Ele estreou com a seleção nacional do Senegal em uma vitória por 3-1 sobre o Benin nas eliminatórias do Campeonato Africano das Nações de 2023, substituindo Boulaye Dia em 4 de junho de 2022.
Em novembro de 2022, ele foi nomeado para o elenco final para a Copa do Mundo FIFA de 2022 no Catar. Ele apareceu como substituto na segunda partida do grupo do Senegal, auxiliando o gol de Bamba Dieng quando o time derrotou o anfitrião Catar por 3-1. Ele começou a terceira partida do grupo da equipe contra o Equador e a derrota nas oitavas de final para a Inglaterra.
Em 24 de março de 2023, Ndiaye marcou seu primeiro gol internacional na vitória por 5-1 contra Moçambique durante uma partida de qualificação para o Campeonato Africano das Nações.
Em dezembro de 2023, ele foi convocado para a seleção do Senegal para o Campeonato Africano das Nações de 2023, adiada e realizada na Costa do Marfim.